# Zamek Wojaczów
Zamek Wojaczów (Zamek Konradów) – zabytkowy zamek wybudowany w XIV wieku w Grzędach i zniszczony w 1437 roku.

## Położenie
Zamek położony jest w Grzędach – wsi w Polsce, w województwie dolnośląskim, w powiecie wałbrzyskim, w gminie Czarny Bór, u podnóża Krzeszowskich Wzgórz w Kotlinie Kamiennogórskiej oraz Pasma Lesistej i Czarnego Lasu (Góry Kamienne) w Sudetach Środkowych.

## Nazwa
Zamek był w latach 1355, 1364, 1374, 1375 określany w źródłach jako Cunradiswalde (Zamek Konradów).

## Opis
Obiekt położony jest wśród podmokłych łąk śródgórskiej doliny. Składa się z czworobocznego w zarysie założenia centralnego o wymiarach 50 x 60 m i powielającej ten kształt fosy o szer. 10-20 m, i głębokości około 1,5 m. Na środku założenia widoczny jest kopiec utworzony przez ruiny murowanej budowli − wieży mieszkalnej. Jedynym czytelnym jej elementem jest odcinek prostej ściany od strony E. Budowla została wzniesiona z łamanego kamienia (czerwonego zlepieńca) na zaprawie wapiennej. Obiekt znajduje się w całkowitej ruinie.

## Historia
Zamek po raz pierwszy wzmiankowany jest w 1355 r. Odnotowano go wówczas wśród warowni, które piastowski książę Bolko II zajął w ramach szerszej akcji zbrojnej, wymierzonej wobec grupy zbuntowanych zamków w okolicach dzisiejszego Wałbrzycha. Na podstawie źródeł pisanych nie można jednak stwierdzić, kim był właściciel zamku w trakcie tych wydarzeń, choć prawdopodobnie nie byli to przedstawiciele rodu von Predel. W kwietniu 1364 r. zamek był wymieniony wśród posiadłości należących do Bolka II. Jeszcze tego samego roku 9 września zamek Cunradiswalde (Konradswaldau) z pobliskim folwarkiem oraz miejscowością Libenow i przyległościami Bolko II nadał za wierną służbę braciom Hansowi, Ulrykowi, Henrykowi, Fryderykowi i Albrechtowi Hackebornom. Przy tej okazji książę stwierdził, że dobra te kupił przed rokiem i jednym  dniem, nie wspominając jednak od kogo. W 1374 r. nastąpiła kolejna sprzedaż tych posiadłości przez Henryka i Fryderyka von Hakenbornów, braciom Mikołajowi i Klerykowi Bolcze i ich kuzynowi Mikołajowi vom Czeisberge. Wśród nieruchomości wymieniono wówczas warownię i folwark Liebenow. Spośród nowych właścicieli na zamku prawdopodobnie najpierw rezydował Mikołaj Bolcze, który na dokumencie wystawionym w Konradowie 8 listopada 1374 r. odnotowany został jako jeden ze świadków. Po jego śmierci majątek przejął Kleryk Bolcze, który w 24.01.1375 r. zapisał czynsze na rzecz ołtarza pod wezwaniem św. Jadwigi, znajdującego się w tutejszym zamku, w intencji świętej pamięci jego brata Mikołaja. Przed 1379 r. dobra te przeszły na własność Půty z Častalovic (starosty kłodzkiego i ząbkowickiego oraz komornika króla czeskiego). W tym roku sprzedał on wyżej wspomniane dobra Hermanowi von Zettritzowi. On też wystawił w Grzędach dokument w 1383 r. Po nim zaś dobra te odziedziczyli jego synowie Henryk, Konrad i Jorge. Po podziale majątku w 1399 r. zamek Konradów z przyległościami w 1399 r. przypadł Henrykowi. 
Obiekt miał zostać zniszczony w 1437 r.